# Al otro lado de la niebla
Al otro lado de la niebla é um documentário 3D equatoriano de 2023, coescrito, coproduzido e dirigido por Sebastián Cordero. É sobre as conversas e experiências entre Cordero e Iván Vallejo em sua viagem ao Nepal com o objetivo de escalar o Monte Everest.
Behind the Mist ganhou o Prêmio do Público e Melhor Som no Festival de Cinema Equatoriano Kunturñawi, recebeu uma indicação para Melhor Filme Ibero-Americano no 23º Grande Prêmio do Cinema Brasileiro, Melhor Filme Ibero-Americano no 66º Ariel Awards e Melhor Filme Ibero-Americano no 12º Macondo Awards. O filme foi selecionado como a entrada equatoriana para o Melhor Longa-Metragem Internacional no 97º Oscar.

## Sinopse
Mais de 20 anos depois de Iván Vallejo coroar o Monte Everest em 1999 e se tornar o primeiro equatoriano a chegar ao topo da montanha, ele decidiu fazer um filme comemorativo em sua homenagem, convidando Sebastián Cordero. Ambos embarcarão em uma viagem ao Nepal para escalar novamente e, no meio de sua odisseia, debates e conversas filosóficas e existenciais estourarão neles enquanto enfrentam os perigos de ser um montanhista.

## Lançamento
Teve sua estreia mundial em 6 de outubro de 2023, no 22º Festival Internacional de Documentários Encontros de Outro Cinema, depois foi exibido em 3 de dezembro de 2023, no Festival Equador Cine Aventura. Foi lançado comercialmente em 25 de janeiro de 2024, nos cinemas equatorianos.

## Prêmios e indicações
| Ano  | Premiação                                 | Categoria                   | Recipiente                | Resultado | Ref.          |
| ---- | ----------------------------------------- | --------------------------- | ------------------------- | --------- | ------------- |
| 2023 | Festival de Cinema Equatoriano Kunturñawi | Audience Award              | Al otro lado de la niebla | Venceu    | [ 9 ]         |
| 2023 | Festival de Cinema Equatoriano Kunturñawi | Best Sound                  | Al otro lado de la niebla | Venceu    | [ 9 ]         |
| 2024 | 23º Grande Prêmio do Cinema Brasileiro    | Melhor Filme Iberoamericano | Al otro lado de la niebla | Indicado  | [ 10 ]        |
| 2024 | 66º Ariel Awards                          | Melhor Filme Iberoamericano | Al otro lado de la niebla | Indicado  | [ 11 ] [ 12 ] |
| 2024 | 12º Macondo Awards                        | Melhor Filme Iberoamericano | Al otro lado de la niebla | Pendente  | [ 13 ]        |